# Christian Bassila
Christian Armel Bassila (* 5. Oktober 1977 in Paris) ist ein ehemaliger französischer Fußballspieler mit kongolesischem Pass.

## Karriere
Der defensive Mittelfeldspieler, der auch in der Innenverteidigung eingesetzt werden kann, begann 1983 bei US Créteil mit dem Fußballspielen. 1992 wechselte er in die Jugendabteilung von Olympique Lyon, wo ihm 1996 der Sprung in den Profikader gelang. Bis 1999 absolvierte er 44 Spiele und erzielte zwei Tore.
Zur Saison 1999/00 wechselte Bassila zu Stade Rennes, wo er bis August 2000 in 24 Spielen ein Tor erzielte. Darauf wurde er zunächst bis 2001 an West Ham United, anschließend bis 2002 an Racing Straßburg verliehen. Nachdem die Straßburger eine Kaufoption zogen, spielte Bassila bis 2005 im Elsass. Insgesamt absolvierte er 122 Partien für Racing und traf zehnmal.
Die folgende Spielzeit verbrachte Bassila beim FC Sunderland, den er im Sommer 2006 Richtung AE Larisa verließ. Mit Larisa konnte Bassila den griechischen Pokal gewinnen. Es war der erste Pokalgewinn seit 1985 und insgesamt erst der zweite in der Vereinsgeschichte von AEL. Im Finale schlug man Panathinaikos Athen mit 2:1. Dabei spielte Bassila über die vollen 90 Minuten. Zur Spielzeit 2007/08 wechselt der Franzose zu Energie Cottbus, wo er einen bis 2009 datierten Vertrag unterschrieb. Sein Bundesliga-Debüt gab der Defensivspieler am 4. Spieltag der Saison, am 1. September 2007 beim 1:1 gegen den 1. FC Nürnberg. Bald erarbeitete sich Bassila einen Stammplatz im Mittelfeld der Lausitzer. Am Saisonende sicherte sich Energie den Klassenerhalt. Im Jahr 2008, nachdem er zu Saisonbeginn keine Beachtung mehr erhielt, wechselte der Mittelfeldakteur kurz vor Transferschluss ablösefrei in seine Heimat zum Zweitligisten EA Guingamp, mit dem er im Mai 2009 den französischen Pokal gewann. Dabei führte er sein Team im Endspiel gegen Stade Rennes als Kapitän an. In der Liga lief es schlechter und Guingamp hatte bis zum Saisonende um den Klassenerhalt zu kämpfen.
In der Folgesaison spielte man durch den Pokalsieg auch in der UEFA Europa League. Dort begann man erst ab den Play-off, scheiterte jedoch am deutschen Spitzenklub Hamburger SV. Nach einem 1:5 im Hinspiel in Guingamp unterlag man im Rückspiel in Hamburg mit 1:2. In der Liga lief es sehr schlecht und zum Saisonende stieg man in die dritte Liga (Championnat de France National) ab. 2011 schaffte das Team zwar den direkten Wiederaufstieg, doch Bassila kam nicht mehr zum Einsatz und beendete nach Ablauf der Saison seine Karriere.

### Nationalmannschaft
Christian Bassila erhielt 2006 eine Einladung zur kongolesischen Nationalmannschaft. Er durfte jedoch aufgrund der FIFA-Regularien nicht für das afrikanische Land antreten, da er bereits für die U-21-Nationalmannschaft Frankreichs angetreten war.

## Erfolge
- Französischer Pokal mit EA Guingamp: 2009